# أمين نازاري
أمين نازاري (بالسويدية: Amin Nazari)‏ (26 أبريل 1993 بمالمو في السويد - ) هو لاعب كرة قدم سويدي في مركز الوسط. شارك مع منتخب السويد تحت 17 سنة لكرة القدم ومنتخب السويد تحت 19 سنة لكرة القدم ومنتخب السويد تحت 21 سنة لكرة القدم. أما مع النوادي، فقد لعب مع نادي آسيريسكا ونادي فريدريكستاد ونادي مالمو ونادي فالكنبرغ.

## وصلات خارجية
- أمين نازاري على موقع الاتحاد الأوربي (الإنجليزية)
- أمين نازاري على موقع اتحاد السويد (السويدية)
- أمين نازاري على موقع قاعدة بيانات كرة القدم.إي يو (الإنجليزية)
- أمين نازاري على موقع ناشيونال فوتبول تيمز (الإنجليزية)
- أمين نازاري على موقع Soccerway.com (الإنجليزية)
- أمين نازاري على موقع عالم كرة القدم.نت (الإنجليزية)
- أمين نازاري على موقع AS.com (الإسبانية)